# Qikiqtaaluk
Region Qikiqtaaluk (engelsk: Qikiqtaaluk, fransk: Qikiqtaaluk, inuktitut: Qikiqtani ᕿᑭᖅᑖᓗᒃ) eller Baffin Region, er en administrativ region i Nunavut, Canada. Qikiqtaaluk er det traditionelle inuktitut navn for Baffin Island. Selvom Region Qikiqtaaluk er den mest anvendte betegnelse i officiel sammenhæng, benytter flere offentlige organisationer, såsom Canadas Statistik og Nunavut Turist, betegnelsen Baffin Region.

## Attraktioner
- Astro Hill Complex (Iqaluit)
- Nunatta Sunakkutaangit Museum (Iqaluit)
- Parlamentsbygningen i Nunavut (Iqaluit)
- Unikkaarvik Turist Center (Iqaluit)

## Demografi
Folketællingen i Canada 2006
- Indbyggertal: 15.765

- ændring (2001–2006): +9.7%
- Private boligere: 5.103
- Areal: 1.040.417,90 km²

-tæthed: 0,015 indb./km²